# Tj Botung Sosa Jae
Tj Botung Sosa Jae is een bestuurslaag in het regentschap Padang Lawas van de provincie Noord-Sumatra, Indonesië. Tj Botung Sosa Jae telt 544 inwoners (volkstelling 2010).